# Alano di Piave
Alano di Piave là một đô thị ở tỉnh Belluno trong vùng Veneto, có vị trí cách khoảng 60 km về phía tây bắc của Venice và khoảng 35 km về phía tây nam của Belluno. Tại thời điểm ngày 31 tháng 12 năm 2004, đô thị này có dân số 2.886 và diện tích 36,4 km².
Alano di Piave giáp các đô thị: Cavaso del Tomba, Paderno del Grappa, Pederobba, Possagno, Quero, Segusino, Seren del Grappa, Valdobbiadene.